# لنگویو (کارولینای شمالی)
لنگویو (به انگلیسی: Long View) شهری در ایالت کارولینای شمالی کشور ایالات متحده آمریکا است که جمعیت آن در سرشماری سال ۲۰۱۰ میلادی، ۴٬۸۷۱ نفر بوده‌است.